# Jazda na kuli (film)
Jazda na kuli (ang. Riding the Bullet) – horror produkcji kanadyjsko-niemiecko-amerykańskiej z 2004 roku w reżyserii Micka Garrisa.
Film powstał na podstawie opowiadania pod tym samym tytułem, napisanego przez Stephena Kinga. Opowiadanie było debiutem pisarza na rynku E-booków.

## Obsada
- Jonathan Jackson – Alan Parker
- David Arquette – George Staub
- Cliff Robertson – Farmer
- Barbara Hershey – Jean Parker
- Erika Christensen – Jessica
- Barry W. Levy – Julian Parker
- Nicky Katt – Ferris
- Matt Frewer – Pan Clarkson
- Chris Gauthier – Hector Passmore
- Robin Nielsen – Archie Howard